# Disney Classics Parade
Disney Classics Parade est une parade présentée dans le parc Disneyland dès son ouverture le 25 mars 1992. Ce spectacle sera adapté pendant les périodes hivernales pour accueillir le char du père Noël.

## Parc Disneyland
- Première représentation : 12 avril 1992
- Nombre de chars : 11
- Trajet : sur la route de la parade

### Les chars
La Disney Classics Parade est composée de 11 unités :
- le premier char prend la forme de nuages, surmonté de montgolfières et d'un avion piloté par Mickey et Minnie.
- le second est sur le thème de la Belle au bois dormant où l'on découvre le prince Philippe en plein combat avec le dragon qui retient sous ces griffes la princesse Aurore endormie. Un autre char consacré à cet univers est également connu. Il était présenté avant celui du dragon et mettait en scène le berceau d'Aurore avec entouré du roi et de la reine. À l'arrière de ce char étaient présentes les trois fées[1].
- le troisième char, inspiré de l'univers de Pinocchio présente le pantin de bois et Jiminy Cricket dansant sur l'établi de Geppetto.
- le quatrième char représente au sommet Blanche-Neige à côté du puits des souhaits, entouré des animaux de la forêt. En contrebas, les 7 nains travaillent dans leur mine de diamants.
- le cinquième char représente le carrosse citrouille de Cendrillon. Sur ce char, la princesse est accompagnée de la marraine la fée.
- le sixième char est consacré à Dumbo que l'on voit voler autour d'une tour en feu.
- le septième char est un immense galion sur lequel se retrouvent plusieurs personnages dont Peter Pan et le capitaine Crochet.
- le huitième char est consacré au Livre de la jungle, dans le temple du roi Louie.
- le neuvième char est associé à Qui veut la peau de Roger Rabbit.
- le dixième char est celui de la Petite Sirène, représenté dans une barque en compagnie de son prince Éric. Une représentation d'un roi triton et des fonds marins servent de décor pour d'autres personnages comme Ursula, Polochon et d'autres poissons issus du film d'animation.
- le onzième char qui clos la parade est celui de La Belle et la Bête. Belle, est positionné sur un immense gâteau à étage inspiré de la scène de la chanson C'est la fête. Big Ben et Lumière sont également présents sur le char.

Sur ces années d'exploitation, la composition de la parade varie voyant le nombre de chars changer et en intégrant quelques nouveautés en fonction des saisons ou des nouveaux films d'animations sortants (Le Roi lion, Pocahontas).
Il est arrivé sur certaines période qu'elle soit même remplacée par une autre parade comme Aladdin's Royal Caravan ou Le Bossu de Notre-Dame : Carnaval des fous, Hercules Happening, etc..

### Musique
La musique qui accompagne cette parade reprend des airs associés aux différents univers présentés sur les différents chars.